# Skeleton under vinter-OL 2022
Skeleton under vinter-OL 2022 bliver arrangeret i Xiaohaituo Bobsleigh and Luge Track i Yanqing-distriktet, Kina. Der bliver konkurreret i to øvelser: Single for mænd og single for kvinder. Der deltager i alt 50 udøvere fra 21 lande, hvor af der er lige mange kvinder og mænd.

## Programoversigt
Nedenstående oversigt er over programoversigten for Skeleton-disciplinen.
Alle tider i Beijing-tid (UTC+7).
| Dato        | Tid   | Disciplin                     |
| ----------- | ----- | ----------------------------- |
| 10. februar | 09:30 | Mændenes singles løb 1 og 2   |
| 11. februar | 09:30 | Kvindernes singles løb 1 og 2 |
| 11. februar | 20:20 | Mændenes singles løb 3 og 4   |
| 12. februar | 20:20 | Damernes singles løb 3 og 4   |

## Medaljeoversigt

### Medaljetabel
*   Værtsnation ( Kina)
| Rank              | Nation            | Guld | Sølv | Bronze | Total |
| ----------------- | ----------------- | ---- | ---- | ------ | ----- |
| 1                 | Tyskland (GER)    | 2    | 1    | 0      | 3     |
| 2                 | Australien (AUS)  | 0    | 1    | 0      | 1     |
| 3                 | Kina (CHN)*       | 0    | 0    | 1      | 1     |
| 3                 | Holland (NED)     | 0    | 0    | 1      | 1     |
| Total (4 nations) | Total (4 nations) | 2    | 2    | 2      | 6     |

### Medaljevindere
| Event   | Guld                            | Guld    | Sølv                          | Sølv    | Bronze                  | Bronze  |
| ------- | ------------------------------- | ------- | ----------------------------- | ------- | ----------------------- | ------- |
| Mænd    | Christopher Grotheer · Tyskland | 4:01.44 | Axel Jungk · Tyskland         | 4:01.67 | Yan Wengang · Kina      | 4:01.77 |
|         |                                 |         |                               |         |                         |         |
| Kvinder | Hannah Neise · Tyskland         | 4:07.62 | Jaclyn Narracott · Australien | 4:08.24 | Kimberley Bos · Holland | 4:08.46 |